# Matinera menuda de collar
La matinera menuda de collar (Schoeniparus rufogularis) és un ocell de la família dels pel·lorneids (Pellorneidae) que habita el sotabosc del nord-est de l'Índia, Bhutan, nord-est de Myanmar, sud-oest de la Xina, Tailàndia, Laos, sud-oest de Cambodja i nord i centre del Vietnam.